# غلستان عليا
غلستان عليا هي قرية في مقاطعة مراغة، إيران. عدد سكان هذه القرية هو 694 في سنة 2006.